# Tutti gli uomini del presidente (film)
Tutti gli uomini del presidente (All the President's Men) è un film del 1976 diretto da Alan J. Pakula e interpretato da Dustin Hoffman e Robert Redford. Basato sull'omonimo saggio scritto dai giornalisti Bob Woodward e Carl Bernstein, ripercorre l'inchiesta del Washington Post che nel 1974 condusse allo scandalo Watergate e alle dimissioni di Richard Nixon da presidente degli Stati Uniti.
Oltre ad essere stato un grande successo di pubblico e critica, ha ricevuto otto candidature agli Oscar vincendone quattro, tra cui quelli a William Goldman per la miglior sceneggiatura non originale e a Jason Robards come miglior attore non protagonista.
Nel 2003 l'American Film Institute ha inserito i due protagonisti al 27º posto tra i migliori "eroi" della storia del cinema e nel 2007 il film è risultato 77º nella lista dei 100 migliori film statunitensi di sempre. L'AFI lo ha inoltre posizionato al 34º posto tra i cento film più commoventi e al 57º tra i cento film più avvincenti del cinema americano. Nel 2010 è stato scelto per la conservazione nel National Film Registry della Biblioteca del Congresso degli Stati Uniti, in quanto giudicato "di rilevante significato estetico, culturale e storico", e nel 2017 è entrato nella Film Hall of Fame della Online Film & Television Association.

## Trama
1º giugno 1972: il presidente degli Stati Uniti Richard Nixon è appena rientrato a Washington dal suo viaggio in Europa orientale e Iran, nel corso del quale ha cofirmato con il premier sovietico Brežnev lo storico Primo Trattato di riduzione degli armamenti. Al momento della sua entrata nel Congresso, dove è previsto che, davanti alle telecamere televisive, effettui un discorso ufficiale sui risultati diplomatici raggiunti con l'accordo bilaterale, viene trionfalmente accolto dai parlamentari riuniti in seduta plenaria.
17 giugno 1972: durante la notte cinque uomini vengono fermati mentre si trovano all'interno della sede del Partito Democratico, in uno dei palazzi del complesso residenziale Watergate a Washington. Il giorno successivo Bob Woodward, un giovane cronista del Washington Post, si trova in tribunale per seguire l'udienza e durante l'interrogatorio scopre che uno degli scassinatori lavora per la CIA. Sospettando che l'episodio sia collegato alla campagna elettorale per la rielezione di Nixon, comincia ad indagare negli ambienti governativi.
Anche Carl Bernstein, un altro cronista del quotidiano di Washington, si interessa all'argomento e se inizialmente il caporedattore Howard Simons vorrebbe affidare l'inchiesta a giornalisti più esperti in campo politico, il responsabile della cronaca locale Harry M. Rosenfeld insiste affinché venga lasciata ai due giovani cronisti. I due iniziano una complicata indagine, resa ancora più difficoltosa dall'omertà che circonda l'argomento. Gli indizi sembrano portare direttamente alla Casa Bianca, ma Woodward e Bernstein non riescono a trovare un filo che colleghi il Partito Repubblicano all'effrazione.
Il resto della stampa, compreso l'autorevole New York Times, si disinteressa della vicenda e l'inchiesta sembra arenarsi, ma Woodward ha un misterioso informatore, soprannominato "Gola profonda" nella redazione del Washington Post, che lavora per gli alti livelli dell'Amministrazione e che pur senza fornire elementi espliciti cerca di indirizzarlo sulla strada giusta.
Il direttore del Washington Post Ben Bradlee, seppure inizialmente scettico, segue con attenzione l'indagine che si snoda attraverso uffici, conti esteri e movimenti di denaro che apparentemente non trovano un'origine né una destinazione, ma che lentamente sembrano convergere verso il cosiddetto CREEP, il Comitato repubblicano per la rielezione di Richard Nixon. Quest'ultimo nel frattempo, il 7 novembre dello stesso anno, viene rieletto a larga maggioranza Presidente contro il candidato del Partito Democratico George McGovern.
Pezzo dopo pezzo, Woodward e Bernstein scoprono che il CREEP è in realtà una potente organizzazione che utilizza lo spionaggio e la corruzione, con implicazioni della CIA e dell'FBI, al fine di sabotare la campagna elettorale del Partito Democratico. Il 9 maggio 1974, l'inchiesta del Washington Post porta all'apertura della procedura di impeachment nei confronti di Nixon che, esattamente tre mesi dopo, il 9 agosto dello stesso anno, presenta le dimissioni.

## Produzione
Il titolo del libro e del film, oltre ad alludere all'estesa rete di collaboratori di Nixon coinvolta nello scandalo, fa riferimento alla filastrocca inglese di fine ottocento che ha per protagonista Humpty Dumpty, di solito rappresentato come un grosso uovo antropomorfo:
«Humpty Dumpty sat on a wall / Humpty Dumpty had a great fall

(«Humpty Dumpty sedeva su un muro / Humpty Dumpty fece una bella caduta)

all the king's horses and all the king's men / couldn't put Humpty together again»

(tutti i cavalli e tutti gli uomini del Re / non poterono mettere Humpty di nuovo insieme»)
Robert Redford era venuto a conoscenza dello scandalo Watergate nel 1972, durante la campagna promozionale per il film Il candidato. Alcuni mesi dopo, motivato anche dalla sua personale avversione per il presidente Nixon, aveva contattato i giornalisti Bob Woodward e Carl Bernstein e cercato di convincerli a scrivere un libro sulle indagini che stavano conducendo per il Washington Post.
All the President's Men fu pubblicato il 15 giugno 1974 e un mese dopo l'attore ne acquistò i diritti per conto della Warner Bros. per 450.000 dollari, con l'idea di un film da realizzare con un budget di circa 5 milioni di dollari. Lo studio accettò di co-produrre il film insieme alla Wildwood Enterprises alla condizione che a interpretare Woodward fosse lo stesso Redford, in quel periodo star numero uno del box office.

### Sceneggiatura

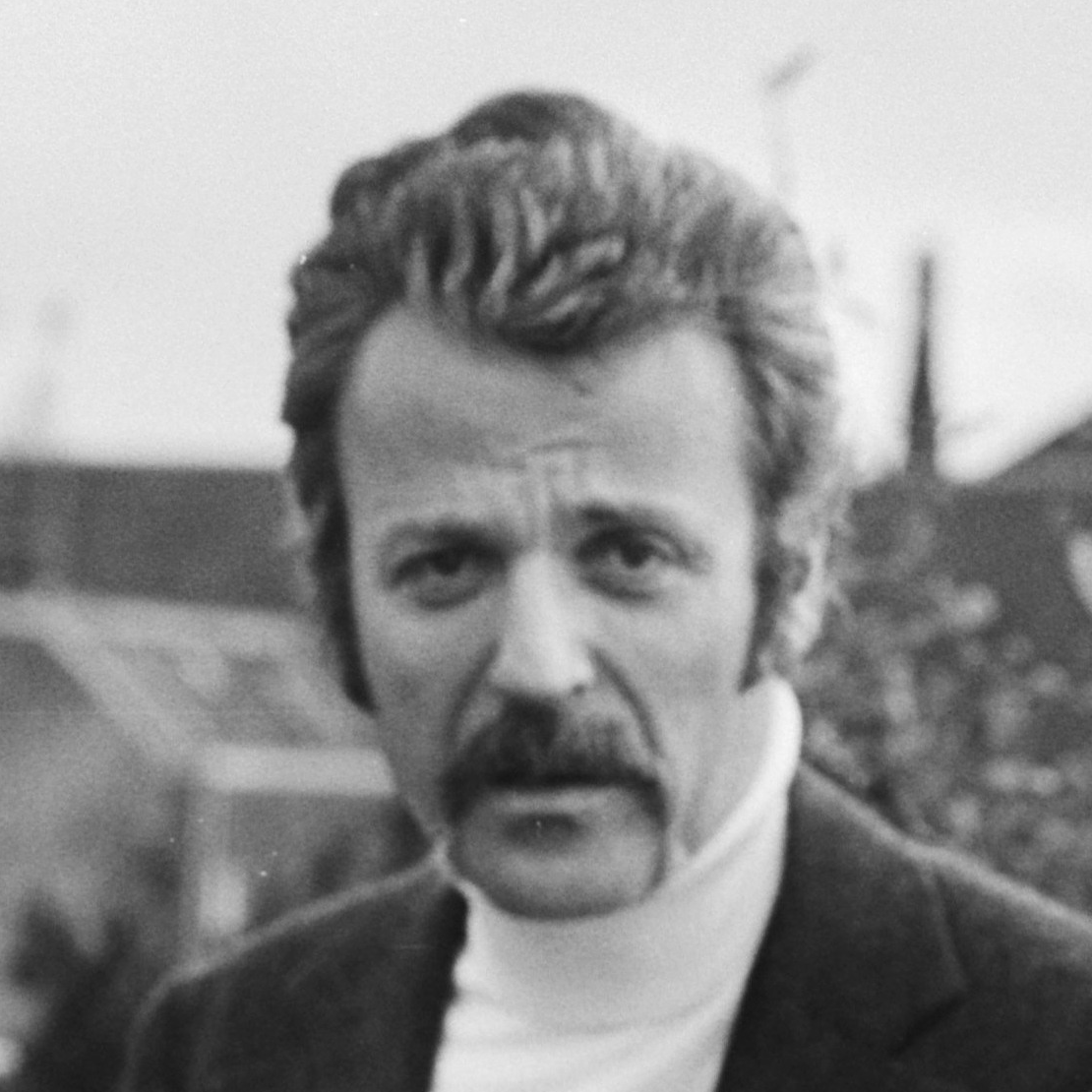
Lo sceneggiatore William Goldman.

Il regista Alan J. Pakula fu assunto per dirigere il film, mentre per la sceneggiatura Redford si rivolse a William Goldman (vincitore di un Oscar nel 1970 per Butch Cassidy), ma non fu soddisfatto della prima bozza e la inviò agli autori del libro per avere la loro opinione. Il giudizio di Bernstein e Woodward non fu molto diverso: «Contrariamente alle rassicurazioni di Redford, era molto romanzata», ha dichiarato il primo qualche tempo dopo, «in particolare per quanto riguardava le nostre vite... se Bradlee o Katharine gli avessero mai dato un'occhiata sarebbero rimasti inorriditi. Dovevamo fare qualcosa e riportare questa cosa in carreggiata».
Al successivo incontro, Bernstein propose una nuova bozza che aveva scritto con la sua fidanzata (e futura moglie) Nora Ephron, cosa che fece infuriare Goldman che si rifiutò di leggerla (in seguito ha definito l'episodio «un vile tradimento»). Redford disapprovò la nuova bozza, così come Woodward che chiamò lo sceneggiatore per scusarsi: «Non so quali siano le sei cose peggiori che ho fatto nella mia vita, ma lasciare che accadesse questo, lasciargli scrivere questa roba è una di quelle». Una scena sarebbe comunque rimasta nel film, quella in cui Bernstein supera in astuzia una segretaria per riuscire a farsi ricevere dal superiore di quest'ultima.
Nell'autobiografia del 2011, Robert Redford ha affermato che lui e Pakula lavorarono ulteriormente allo script, trascorrendo giorni interi a intervistare redattori e giornalisti. Lo stesso anno, la rivista Written By ha riportato un articolo nel quale il direttore Richard Stayton ha smentito questa versione, affermando che la bozza finale della sceneggiatura aveva «la caratteristica firma di William Goldman su ogni pagina».

### Cast
Temendo che la scelta di interpretare uno dei due protagonisti avrebbe rischiato di "sbilanciare" il film, Redford pensò che sarebbe stato opportuno reclutare una star di uguale grandezza per il ruolo di Bernstein. Dopo aver pensato a Al Pacino, decise che la scelta più adatta per la parte era Dustin Hoffman, fresco di candidatura all'Oscar per Lenny di Bob Fosse. Per la promozione del film, la produzione ricorse alla stessa strategia usata dalla Paramount nel 1962 con John Wayne e James Stewart per L'uomo che uccise Liberty Valance: su poster e trailer venne posto per primo il nome di Redford, nei crediti del film quello di Hoffman.

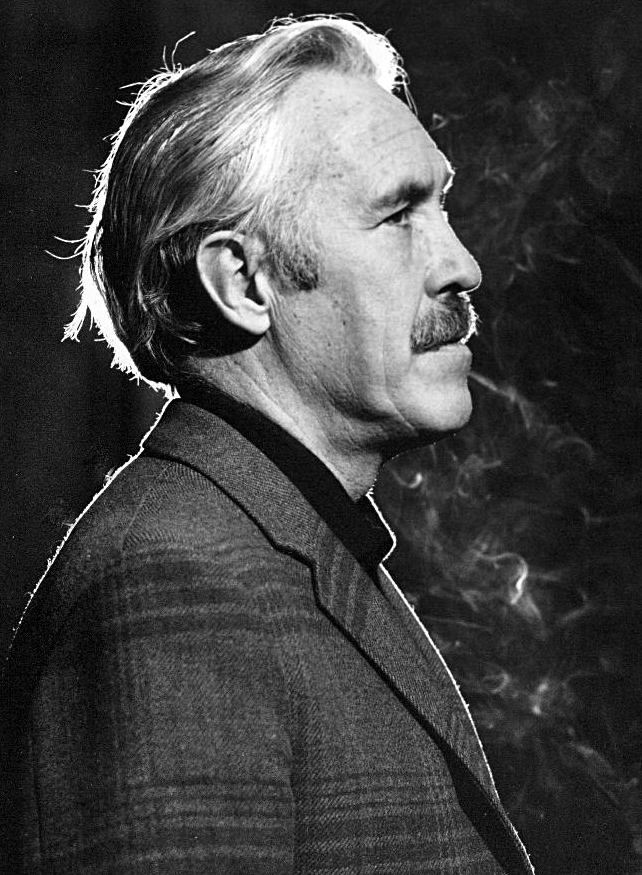
Jason Robards è il direttore Ben Bradlee.

Per il ruolo di Ben Bradlee, all'epoca direttore del Washington Post, furono presi in considerazione numerosi attori tra cui Karl Malden, Anthony Quinn, Christopher Plummer, John Forsythe, Leslie Nielsen, Gene Hackman, Robert Stack, Robert Mitchum, Telly Savalas, Burt Lancaster, Henry Fonda, Kirk Douglas, Gregory Peck e Lee Marvin. La scelta finale di Redford ricadde su Jason Robards e lo stesso Bradlee, che aveva raccomandato George C. Scott, si mostrò piuttosto freddo quando l'attore si presentò negli uffici del Post per entrare in sintonia con la redazione, tanto che prima delle riprese si limitò a dirgli: «Semplicemente, non farmi sembrare uno stronzo». Durante le riprese, Robards pensò che fosse importante mostrare Bradlee sempre presente in redazione e nei giorni in cui venivano girate scene che non lo interessavano direttamente, arrivava comunque sul set ed entrava nell'ufficio del direttore sedendosi alla scrivania a leggere un libro. La preoccupazione di Alan J. Pakula riguardo al fatto che Robards, fino ad allora specializzato in ruoli da "perdente", potesse non riuscire a trasmettere l'eleganza e l'autorità di Bradlee fu presto smentita. L'attore si aggiudicò infatti l'Oscar e diversi altri riconoscimenti per la sua interpretazione.
Diverse attrici furono considerate per il ruolo di Katharine Graham, editrice del Post per oltre due decenni, tra cui Lauren Bacall, Patricia Neal, Alexis Smith, Dorothy McGuire e Geraldine Page. Alla fine il personaggio, presente nel libro, fu escluso dalla sceneggiatura.
La guardia di sicurezza Frank Wills, che per primo scoprì l'intrusione al Watergate, partecipò al film interpretando se stesso. Wills aveva lasciato il suo lavoro poco dopo la scoperta del furto, convinto di non aver ottenuto la promozione che meritava, ed era rimasto da allora senza occupazione fino alla sua morte, avvenuta nel 2000 all'età di 52 anni.
Oltre a segnare il debutto sullo schermo di Lindsay Crouse e del cantante e attore Stephen Collins, rispettivamente la giornalista Kay Eddy e Hugh W. Sloan Jr., tesoriere del CREEP (il Comitato per la rielezione di Nixon), il film vede la presenza di F. Murray Abraham in uno dei suoi primi ruoli accreditati (uno degli ufficiali), e di noti volti televisivi come Polly Holliday (la segretaria dell'investigatore capo Martin Dardis), Frank Latimore (il giudice), Neva Patterson (donna del CREEP), George Wyner (uno dei procuratori), Dominic Chianese e Richard Herd (rispettivamente Eugenio Martínez e James W. McCord Jr., due degli uomini coinvolti nel furto al Watergate).

### Riprese

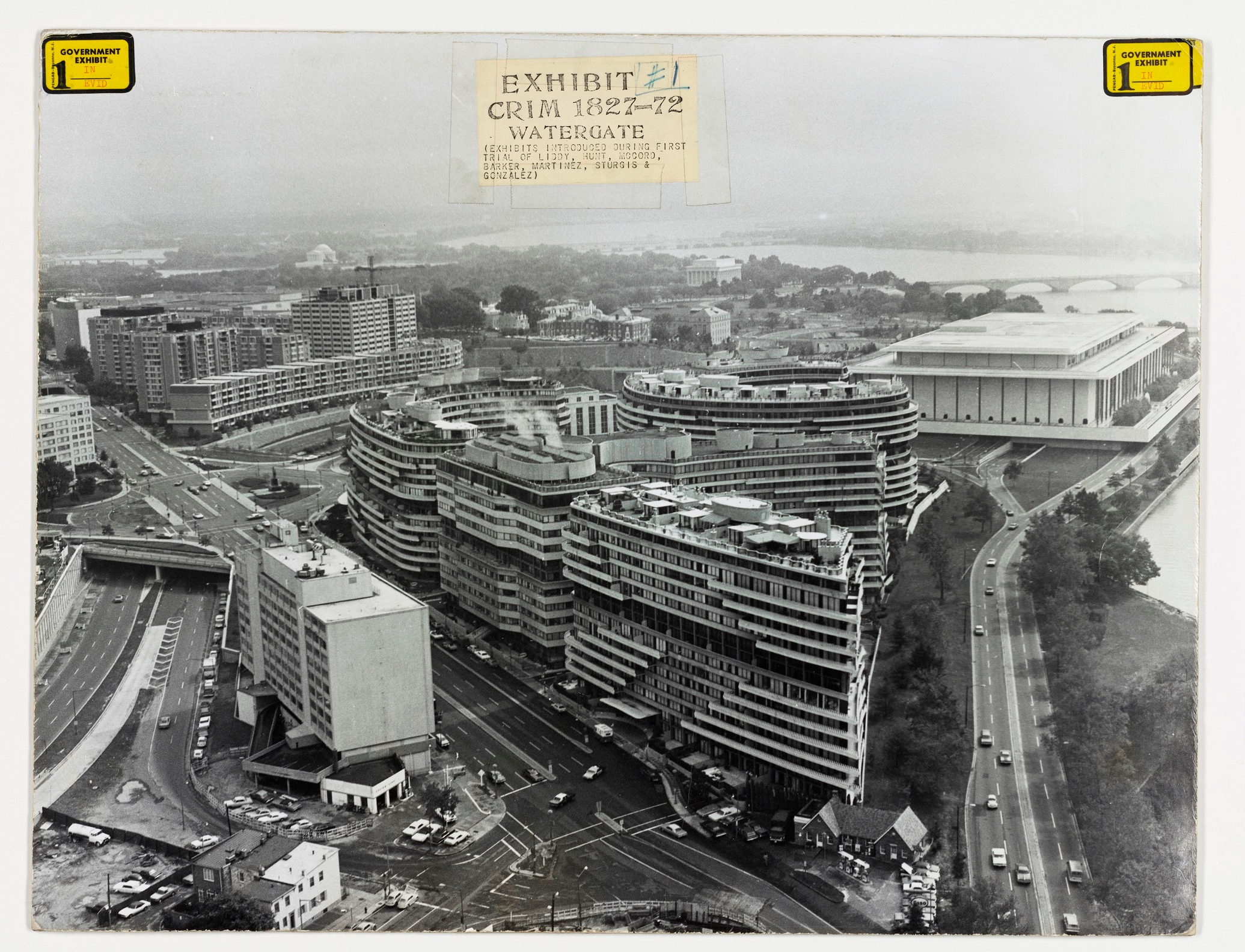
Il Watergate Complex di Washington nel 1973.

Le riprese iniziarono il 12 maggio 1975, precedute da un periodo di alcuni mesi durante i quali Hoffman e Robert frequentarono gli uffici del Post partecipando a conferenze stampa e conducendo ricerche grazie all'aiuto di giornalisti come Seymour Hersh e Fred Barbash. Il giornale negò però il permesso di girare nella sua redazione, per cui questa fu ricreata in due teatri di posa della Warner Bros. nei Burbank Studios di Hollywood.
Per garantire l'accuratezza e l'autenticità furono acquistate quasi 200 scrivanie, dipinte dello stesso colore di quelle della redazione e coperte con tonnellate di materiale fornito dal Post, tra cui vecchia corrispondenza mai aperta, elenchi governativi, elenchi telefonici di Washington, calendari e persino adesivi della segretaria di Ben Bradlee. Inoltre, la produzione affittò nel distretto di Georgetown l'appartamento in cui aveva vissuto Judy Hoback, la contabile del CREEP che aveva dato a Bernstein e Woodward informazioni cruciali sui pagamenti del fondo nero al comitato, e girò le scene con Dustin Hoffman e Jane Alexander nella sala dove la donna aveva incontrato per la prima volta Bernstein. Le riprese terminarono con 3,5 milioni di dollari oltre il budget e trentacinque giorni di ritardo rispetto alle previsioni.
Tra le altre location del film, oltre al Watergate Hotel di Virginia Avenue, ci sono la Biblioteca del Congresso, il J. Edgar Hoover Building (sede dell'FBI) e il Lafayette Park (luogo d'incontro di Bernstein con il suo contatto). Alcune sequenze sono state girate nella contea di Arlington in Virginia, a Marina del Rey nell'area municipale di Los Angeles (l'appartamento del procuratore Donald Segretti) e nel garage dell'ABC Entertainment Center, nel quartiere di Century City a Los Angeles (luogo d'incontro con "Gola profonda").

## Distribuzione
La première di Tutti gli uomini del presidente si è tenuta il 4 aprile 1976 al Teatro Eisenhower del Kennedy Center di Washington (adiacente al Watergate Complex). Il 7 aprile il film è stato proiettato a New York e due giorni dopo a Los Angeles.
Secondo quanto riportò The Hollywood Reporter il 6 ottobre 1976, la Warner Bros. aveva prenotato 600 sale cinematografiche nelle due settimane precedenti alle elezioni presidenziali del 2 novembre (vinte dal democratico Jimmy Carter), ma un funzionario della Warner insistette sul fatto che tale scelta non era stata fatta con lo scopo di influenzare il risultato elettorale.

### Date di uscita
- Stati Uniti (All the President's Men) – 4 aprile 1976 (première)
- Regno Unito (All the President's Men) – 29 aprile 1976
- Australia (All the President's Men) – 10 giugno 1976
- Brasile (Todos os Homens do Presidente) – 9 luglio 1976
- Paesi Bassi (All the President's Men) – 5 agosto 1976
- Giappone (Daitōryō no Inbō) – 7 agosto 1976
- Danimarca (Alle præsidentens mænd) – 26 agosto 1976
- Irlanda (All the President's Men) – 27 agosto 1976
- Francia (Les hommes du président) – 22 settembre 1976
- Finlandia (Presidentin miehet) – 24 settembre 1976
- Germania Ovest (Die Unbestechlichen) – 30 settembre 1976
- Argentina (Todos los hombres del presidente) – 7 ottobre 1976
- Spagna (Todos los hombres del presidente) – 21 ottobre 1976
- Italia (Tutti gli uomini del presidente) – 21 ottobre 1976
- Belgio – 4 novembre 1976
- Norvegia (Alle presidentens menn) – 27 dicembre 1976
- Messico (Todos los hombres del presidente) – 6 gennaio 1977
- Grecia (Oloi oi anthropoi tou proedrou) – 14 marzo 1977
- Svezia (Alla presidentens män) – 14 marzo 1977
- Germania Est (Alle Männer des Präsidenten) – 3 febbraio 1978

## Accoglienza

### Incassi
Negli Stati Uniti il film ha incassato 70,6 milioni di dollari, risultando il quarto maggior successo al box office del 1976.

### Critica
Il sito Rotten Tomatoes riporta il 94% di recensioni professionali con giudizio positivo e un voto medio di 9,1 su 10, mentre il sito Metacritic assegna al film un punteggio di 84 su 100 basato su 18 recensioni.
All'uscita del film i giudizi della critica furono largamente positivi, anche se alcuni sottolinearono la mancanza di sviluppo dei personaggi di Woodward e Bernstein. Una delle recensioni più negative apparve il 26 aprile 1976 sulla rivista New West, che scrisse di come il film avesse perso l'opportunità di spiegare le implicazioni dello scandalo Watergate e la "patologia" che aveva spinto i cospiratori.
Il Washington Post lo giudicò «un avvincente e gradevole digest cinematografico» della cronaca dei fatti, tuttavia Gary Arnold evidenziò anche «qualcosa di emotivamente limitante nella modesta, attenta, armoniosa artigianalità con cui il materiale originale è stato trasposto sullo schermo... un film coinvolgente che in qualche modo non riesce a evolvere in un film entusiasmante e drammaticamente soddisfacente. Tutti gli uomini del presidente manca di una visione espansiva e di una scintilla fondamentale di spettacolarità e ispirazione». La rivista Variety sottolineò in particolare l'eccellente prova del cast, mentre il critico Roger Ebert scrisse che il film «riesce brillantemente a suggerire la miscela di euforia, paranoia, insicurezza e coraggio che permeava il Washington Post». Ebert scrisse anche che «il film parla più dei dettagli che dei loro risultati» e lo giudicò «più autentico per l'arte del giornalismo che per l'arte della narrazione», pur riconoscendo il notevole lavoro di Alan J. Pakula nel mantenere il ritmo incalzante.
In anni recenti, il critico Dave Kehr ha scritto sul Chicago Reader che dopo un inizio «coinvolgente e talvolta eccitante», il film «degenera in confusione e ripetizione», considerando lo sceneggiatore William Goldman «apparentemente riluttante o incapace di imporre una forma drammatica al materiale». Secondo Lucia Bozzola del sito AllMovie, regista e sceneggiatore «hanno reso questo film una dinamica detective story, anche se tutti conoscono già il finale», mentre Geoff Andrew del magazine Time Out ha scritto nella sua recensione: «Incredibilmente intelligente, funziona sia come un thriller efficace... sia come una rappresentazione virtualmente astratta dei corridoi bui della corruzione e del potere».

## Riconoscimenti
- 1977 – Premio Oscar
  - Miglior attore non protagonista a Jason Robards
  - Migliore sceneggiatura non originale a William Goldman
  - Migliore scenografia a George Jenkins e George Gaines
  - Miglior sonoro a Arthur Piantadosi, Les Fresholtz, Dick Alexander e Jim Webb
  - Candidatura per il miglior film a Walter Coblenz
  - Candidatura per il miglior regista a Alan J. Pakula
  - Candidatura per la miglior attrice non protagonista a Jane Alexander
  - Candidatura per il miglior montaggio a Robert L. Wolfe

- 1977 – Golden Globe
  - Candidatura per il miglior film drammatico
  - Candidatura per il miglior regista a Alan J. Pakula
  - Candidatura per il miglior attore non protagonista a Jason Robards
  - Candidatura per la migliore sceneggiatura a William Goldman

- 1976 – National Board of Review of Motion Pictures Awards
  - Miglior film
  - Miglior regista a Alan J. Pakula
  - Miglior attore non protagonista a Jason Robards

- 1977 – New York Film Critics Circle Awards
  - Miglior film
  - Miglior regista a Alan J. Pakula
  - Miglior attore non protagonista a Jason Robards

- 1977 – Directors Guild of America Award
  - Candidatura per il miglior regista cinematografico a Alan J. Pakula

- 1977 – BAFTA Awards
  - Candidatura per il miglior film
  - Candidatura per il miglior regista a Alan J. Pakula
  - Candidatura per il miglior attore protagonista a Dustin Hoffman
  - Candidatura per il miglior attore non protagonista a Jason Robards
  - Candidatura per il miglior attore non protagonista a Martin Balsam
  - Candidatura per la migliore sceneggiatura a William Goldman
  - Candidatura per il miglior montaggio a Robert L. Wolfe
  - Candidatura per la migliore fotografia a Gordon Willis
  - Candidatura per la migliore scenografia a George Jenkins
  - Candidatura per il miglior sonoro a Arthur Piantadosi, Les Fresholtz, Dick Alexander, Jim Webb e Milton Burrow

- 1977 – Eddie Awards
  - Candidatura per il miglior montaggio a Robert L. Wolfe

- 1977 – Writers Guild of America Award
  - Miglior adattamento per un film drammatico a William Goldman

- 1977 – National Society of Film Critics Awards
  - Miglior film
  - Miglior attore non protagonista a Jason Robards
  - Candidatura per il miglior regista a Alan J. Pakula

- 1976 – Kansas City Film Critics Circle Awards
  - Miglior attore non protagonista a Jason Robards

## Colonna sonora
Quando il pianista e compositore David Shire assistette alla proiezione preliminare si chiese se il film avesse davvero bisogno di una colonna sonora, ma Pakula suggerì che la musica avrebbe potuto ricordare al pubblico il "cuore umano" che batteva nei personaggi. Shire realizzò una partitura concisa e discreta, presente soprattutto nella seconda metà del film, con un tema principale che sottolineava la determinazione dei due giornalisti nel districare il mistero.
La colonna sonora è stata pubblicata per la prima volta nel 2007 dalla rivista online Film Score Monthly, in un'edizione limitata inclusa nella serie Silver Age Classics in cui sono presenti anche le musiche composte da Michael Small per Una squillo per l'ispettore Klute del 1971.

### Tracce
1. Library of Congress – 00:57
2. To Deep Throat I – 01:56
3. Unifax (Version 1) – 00:50
4. Unifax (Version 2) – 00:44
5. The Dahlberg Check – 00:45
6. The CREEP List (Version 1) – 00:42
7. The CREEP List (Version 2) – 00:54
8. CREEP Sequence I – 02:13
9. CREEP Sequence II (Version 1) – 01:12
10. CREEP Sequence II (Version 2) – 01:02
11. CREEP Sequence III (Version 1) – 00:49
12. CREEP Sequence III (Version 2) – 01:08
13. The Neat Little Houses – 00:28
14. Limo Into White House – 00:40
15. To Segretti – 00:34
16. Paranoia Walk (Version 1) – 01:15
17. Paranoia Walk (Version 2) – 01:30
18. "John" Haldeman Phone Call – 00:59
19. To Deep Throat II (Version 1) – 02:03
20. To Deep Throat II (Version 2) – 01:16
21. Vivaldi Concerto for Two Trumpets in C Major: Allegro – 02:55
22. Bradlee Lawn to Newsroom – 00:34
23. Exit Nixon – 00:48
24. Finale and End Title – 02:48

## All The President's Men Revisited
Il 21 aprile 2013 il canale Discovery Channel ha trasmesso negli Stati Uniti il documentario All The President's Men Revisited, prodotto dalla Partisan Pictures con la Sundance Productions di Robert Redford. Attraverso dietro le quinte e interviste agli autori del libro, ai protagonisti del film e a figure contemporanee dei media americani come Tom Brokaw, Jill Abramson e Jon Stewart, il documentario affronta l'inchiesta del Washington Post e la successione degli eventi reali fino alla scoperta dell'identità di "Gola profonda" avvenuta nel 2005. Inoltre, descrive la figura di Richard Nixon come uomo ed esplora il modo in cui lo scandalo Watergate, o qualcosa di analogo, verrebbe affrontato ai giorni nostri nel caso in cui si ripetesse. Il documentario ha ottenuto una candidatura ai Primetime Creative Arts Emmy Awards 2013 come miglior speciale documentario o non-fiction.